# Provavelmente Uma Pessoa
Provavelmente Uma Pessoa é um texto de teatro original do dramaturgo português Abel Neves, que foi pela primeira vez levado a cena pela Cia de Teatro PPLX - Pequeno Palco de Lisboa no palco da Sala Estúdio do Teatro da Trindade, em Lisboa, no ano 2007.
Com encenação do ator e encenador português Rui Luís Brás, esta montagem fala-nos de xenofobia e de racismo, pela boca de persongens suburbanos, quase grotescos.

## Sinopse
Estamos na Margem Sul do Tejo e é de manhã, quando um casal é surpreendido com um morto de origem africana enrolado num cobertor, no seu próprio pomar. Não se sabe nem como, nem porque, nem de onde veio, nem nada sobre aquele cadáver que ali apareceu. Enquanto aguardam a chegada da policia, na companhia de outro casal vizinho, vão todos mostrando a sua verdadeira personalidade, enquanto discutem e expõem a nu os seus segredos, culpas e medos. Conseguimos ver as suas verdadeiras caras, quando eles nos revelam as suas opiniões referentes a temas como xenofobia e racismo e outros preconceitos, mostram-nos as suas verdadeiras caras e fazendo com que o publico veja também as suas...

## Elenco
- Adérito Lopes
- Manoela Amaral
- Pedro Bargado
- Suzana Farrajota
- Miguel Martins Pessoa
- Alexandra Rocha

## Ficha Técnica
- Texto: Abel Neves
- Encenação: Rui Luís Brás
- Realização Vídeo: Afonso Pimentel
- Cenografia: Rui Luís Brás
- Desenho de luz: Ricardo Trindade
- Técnico de Som e Luz: Ricardo Trindade
- Concepção Musical e Sonoplastia: Pedro Bargado
- Cartaz: Miguel Rocha
- Produção: Suzana Farrajota

PPLX - Pequeno Palco de Lisboa[ligação inativa] 2007

## Fonte
- Página do Pequeno Palco de Lisboa[ligação inativa]
- Blog do Pequeno Palco de Lisboa
- CETbase - Teatro em Portugal